# Meade Layne
Meade Layne (8 tháng 9 năm 1882 – 12 tháng 5 năm 1961) là nhà nghiên cứu đầu tiên về UFO học và cận tâm lý học, nổi tiếng với việc đề xuất một phiên bản đầu tiên của giả thuyết liên chiều để giải thích việc nhìn thấy đĩa bay. Layne là người sáng lập và giám đốc đầu tiên của Hiệp hội Nghiên cứu Khoa học Borderland. Trước khi dấn thân vào việc nghiên cứu UFO, Layne là giáo sư tại Viện Đại học Nam California, và trưởng khoa tiếng Anh tại Viện Đại học Illinois Wesleyan và Đại học Nam Florida.

## "Etheria"
Layne suy đoán rằng, thay vì đại diện cho công nghệ quân sự hoặc ngoài Trái Đất tân tiến, đĩa bay được điều khiển bởi những sinh vật từ một chiều không gian song song, mà ông gọi là Etheria, và "những phi thuyền ether" của họ thường vô hình nhưng có thể nhìn thấy khi chuyển động nguyên tử của họ đủ chậm. Ông còn cho rằng người Etheria có thể bị mắc kẹt trên Trái Đất khi đoàn tàu ether của họ gặp trục trặc, và các chính phủ khác nhau đã biết về những sự cố này và tiến hành điều tra về những cư dân ngoài hành tinh này.
Hơn nữa, Layne lập luận rằng người Etheria và đoàn tàu ether của họ đã truyền cảm hứng cho phần lớn thần thoại và tôn giáo trên Trái Đất, nhưng họ thực sự là những sinh vật thông thường dù đạt được tiến bộ công nghệ và tinh thần ở mức cao. Ông tuyên bố rằng động cơ của họ khi đến Trái Đất là để tiết lộ trí tuệ được tích lũy của họ dành cho nhân loại. Những tiết lộ này sẽ được chuyển tiếp thông qua các cá nhân có khả năng ngoại cảm được phát triển đầy đủ, cho phép họ liên hệ trực tiếp với người Etheria; Điều đặc biệt ở chỗ là ông đã dựa rất nhiều vào khả năng thông linh của Mark Probert để xác nhận lý thuyết của mình.

## Tác phẩm
- Layne, Meade, The Ether Ship Mystery And Its Solution, San Diego, Calif., 1950.
- Layne, Meade, The Coming of The Guardians, San Diego, Calif., 1954.